# Saif SC
Saif SC is een Bengalese voetbalclub. De club is opgericht in augustus 2016. De club speelt anno 2020 in de Bangladesh Premier League.

## Lijst met trainers
| Trainers                        | van            | tot            |
| ------------------------------- | -------------- | -------------- |
| Nikola Kavazovic                | September 2016 | Maart 2017     |
| Kim Grant                       | April 2017     | Oktober 2017   |
| Ryan Northmore                  | November 2017  | Januari 2018   |
| Stewart Hall                    | April 2018     | November 2018  |
| Johnny McKinstry                | November 2018  | September 2019 |
| Mohamed Nizam                   | Oktober 2019   | Januari 2020   |
| Drago Mamić                     | Januari 2020   | September 2020 |
| Paul Put                        | Oktober 2020   | Februari 2021  |
| Zulfiker Mahmud Mintu (interim) | Februari 2021  | Maart 2021     |
| Stewart Hall                    | Maart 2021     | Heden          |

## Erelijst
- India Bodousa Cup : 2018 (1x)